# Кривошея Геннадій Григорович
Геннадій Григорович Кривошея (нар. 2 липня 1977, м. Богуслав, Київська область) — голова Громадської ради при КМДА. Колишній голова Печерської районної в місті Києві державної адміністрації (17 квітня — 15 серпня 2014). Народний депутат України 8-го скликання. Співголова МДО «Депутатський контроль».

## Освіта
Освіта повна вища‚ спеціаліст‚ Національний педагогічний університет імені М. П. Драгоманова‚ 2002 р.‚ історія (вчитель історії та правознавства); Базова вища‚ молодший спеціаліст (старий термін)‚ Богуславський педагогічний коледж ім. І. С. Нечуя-Левицького‚ 1997 р.‚ початкове навчання (вчитель початкових класів‚ організатор роботи з учнівськими об'єднаннями).
Володіння мовами — українською‚ російською — вільно; англійською — читає і перекладає зі словником.

## Трудова діяльність
Вересень 1993 — червень 1997 — студент Богуславського педагогічного коледжу.
Березень — квітень 1997 — вихователь дитячого оздоровчого табору «Чайка».
Червень — серпень 1997 — вихователь дитячого оздоровчого табору «Чайка».
Вересень 1997 — червень 2002 — студент Національного педагогічного університету ім. М. П. Драгоманова.
Листопад 2001 — листопад 2003 — промо-менеджер ТОВ «Палс-ЛТД».
Листопад 2003 — лютий 2004 — директор ТОВ "Рекламна компанія «Нововид».
Січень 2004 — грудень 2007 — менеджер з розширення ринку збуту‚ заступник директора ТОВ «В. І. К. Оіл Україна».
Вересень — листопад 2010 — радник голови виконавчого комітету — керівник громадської приймальні громадської організації «Фронт змін».
Жовтень 2011 — лютий 2012 — головний спеціаліст відділу містобудівного нагляду Комунальної організації виконавчого органу Київської міської ради (КМДА) «Інститут генерального плану м. Києва».
Грудень 2012 — квітень 2014 — помічник-консультант народного депутата України Леоніда Ємця.
Депутат Подільської районної у місті Києві ради V скликання.